# Новогригоровский сельский совет (Генический район)
Новогригоровский сельский совет (укр. Новогригорівська сільська рада) — входит в состав
Генического района
Херсонской области
Украины.
Административный центр сельского совета находится в 
с. Новогригоровка
.

## История
- 1822 — дата образования.

## Населённые пункты совета
- с. Новогригоровка
- с. Зеленый Гай
- с. Херсонское